# All You Need Is Love
"All You Need Is Love" er en sang skrevet af John Lennon i samarbejde med Paul McCartney og krediteret til Lennon/McCartney. Den blev udgivet på single i 1967 sammen med "Baby You're A Rich Man". Senere blev den udgivet som sidste sang på albummet Magical Mystery Tour, der også er fra 1967.
Der er blevet lavet flere coverversioner af sangen, blandt andet i filmen Love Actually.
En række af gruppens klassisk uddannede kollegaer (f.eks. David Mason ) deltog i optagelsen af nummeret og koret på nummeret var koner, kollegaer og venner (Jane Asher og Mrs Harrison, Mick Jagger, Keith Richards, Marianne Faithfull, Eric Clapton og Pauls bror Mike med flere).
| Musik | Spire Denne musikartikel er en spire som bør udbygges. Du er velkommen til at hjælpe Wikipedia ved at udvide den. |